# Stinky Little Gods
Stinky Little Gods is het debuutalbum van de band Fatso Jetson.

## Track listing
| nr. | titel                    | duur  |
| --- | ------------------------ | ----- |
| 1   | Kettles Of Doom          | 4:28  |
| 2   | Joke Shop                | 2:27  |
| 3   | Von Deuce                | 2:34  |
| 4   | Captain Evil             | 1:34  |
| 5   | Pressure For Posture     | 4:21  |
| 6   | Nightmares Are Essential | 2:23  |
| 7   | Gargle                   | 3:45  |
| 8   | Salt Chunk Mary's        | 3:08  |
| 9   | Highway 86               | 4:22  |
| 10  | Corn On The Macabre      | 10:11 |

## Bandleden
- Mario Lalli - zang, gitaar, lap steel gitaar
- Larry Lalli - Basgitaar
- Tony Tornay - drums

Opgenomen en gemixt door: Fatso Jetson en Mike Thuney